# At the Heart of Winter
At the Heart of Winter peti je studijski album norveškog black metal-sastava Immortal. Diskografska kuća Osmose Productions objavila ga je 22. veljače 1999. Prvi je album skupine na kojem ne svira Demonaz, jedan od njezinih osnivača.

## Pozadina
Snimljen je u studenome 1998. u studiju Abyss u Švedskoj. Prvi je album Immortala na kojem se na poleđini ne nalaze fotografije njegovih članova i prvi koji sadrži novi logotip. Naslovnicu je izradio J. P. Fournier.

## Izdanje
Osim na CD-u At the Heart of Winter objavljen je i u ograničenoj nakladi kao metalna kutija; objavljen je i na gramofonskoj ploči, koja je 2005. ponovno objavljena.

## Popis pjesama
Tekstovi: Demonaz, glazba: Abbath.
| 1.    | »Withstand the Fall of Time«        | 8:30 |
| 2.    | »Solarfall«                         | 6:02 |
| 3.    | »Tragedies Blows at Horizon«        | 8:56 |
| 4.    | »Where Dark and Light Don't Differ« | 6:45 |
| 5.    | »At the Heart of Winter«            | 8:00 |
| 6.    | »Years of Silent Sorrow«            | 7:54 |
| 46:07 |                                     |      |

## Zasluge
| Immortal - Demonaz – tekstovi - Abbath – vokali, gitara, bas-gitara, sintetizatori, glazba - Horgh – bubnjevi | Ostalo osoblje - Peter Tägtgren – produkcija, inženjer zvuka, mix - Jean-Pascal Fournier – omot albuma - Graf'iK sarl – koncept omota, grafički dizajn |